# Masters Qualifying Event
Benson & Hedges Championship, danes imenovani Masters Qualifying Event, je nejakostni poklicni snooker turnir, ki poteka vsako leto od leta 1990.
Turnir so od 1990 do 2002 prirejali pod imenom Benson & Hedges Championship, ker si je zmagovalec priigral mesto na prestižnem povabilnem turnirju Masters, ki ga je tedaj sponzoriral Benson & Hedges, zato se je tudi imenoval Benson & Hedges Masters.
V sezoni 1992/93 je turnir imel status poljakostnega turnirja, kar je pomenilo, da je prispeval desetino toliko točk za jakostno lestvico, kot ostali jakostni turnirji. Status poljakostnega turnirja so imeli v tisti sezoni tudi turnirji Strachan Challenges, ki so doživeli kar tri ponovitve v tisti sezoni. S temi poljakostni turnirji je želela Svetovna snooker zveza opogumiti mlade novince med profesionalci, a se poljakostnih turnirjev večina najboljših igralcev sveta niti ni udeleževala, zato so jih po tisti sezoni ukinili.
Leta 2003 je Benson & Hedges Championship nadomestil Masters Qualifying Event, katerega zmagovalec si je priboril mesto v wildcard krogu prestižnega povabilnega turnirja Masters.
Poljakostni turnir Benson & Hedges Championship je leta 1993 osvojil Škot Chris Small, vključujoč vse turnirje (ne samo poljakostnega) pa ima največ naslovov Anglež Stuart Bingham, ki je slavil dvakrat.

## Zmagovalci
| Leto                                                | Zmagovalec                                          | Nasprotnik v finalu                                 | Končni izid                                         | Sezona                                              |
| Benson & Hedges Satellite Championship (nejakostni) | Benson & Hedges Satellite Championship (nejakostni) | Benson & Hedges Satellite Championship (nejakostni) | Benson & Hedges Satellite Championship (nejakostni) | Benson & Hedges Satellite Championship (nejakostni) |
| --------------------------------------------------- | --------------------------------------------------- | --------------------------------------------------- | --------------------------------------------------- | --------------------------------------------------- |
| 1990                                                | Alan McManus                                        | James Wattana                                       | 9 - 5                                               | 1990/91                                             |
| 1991                                                | Ken Doherty                                         | Darren Morgan                                       | 9 - 3                                               | 1991/92                                             |
| Benson & Hedges Championship (poljakostni)          |                                                     |                                                     |                                                     |                                                     |
| 1992                                                | Chris Small                                         | Alan McManus                                        | 9 - 1                                               | 1992/93                                             |
| Benson & Hedges Championship (nejakostni)           |                                                     |                                                     |                                                     |                                                     |
| 1993                                                | Ronnie O'Sullivan                                   | John Lardner                                        | 9 - 6                                               | 1993/94                                             |
| 1994                                                | Mark J. Williams                                    | Rod Lawler                                          | 9 - 5                                               | 1994/95                                             |
| 1995                                                | Matthew Stevens                                     | Paul McPhillips                                     | 9 - 3                                               | 1995/96                                             |
| 1996                                                | Brian Morgan                                        | Drew Henry                                          | 9 - 8                                               | 1996/97                                             |
| 1997                                                | Andy Hicks                                          | Paul Davies                                         | 9 - 6                                               | 1997/98                                             |
| 1998                                                | David Gray                                          | Dave Harold                                         | 9 - 6                                               | 1998/99                                             |
| 1999                                                | Allister Carter                                     | Simon Bedford                                       | 9 - 4                                               | 1999/00                                             |
| 2000                                                | Shaun Murphy                                        | Stuart Bingham                                      | 9 - 7                                               | 2000/01                                             |
| 2001                                                | Ryan Day                                            | Hugh Abernethy                                      | 9 - 5                                               | 2001/02                                             |
| 2002                                                | Mark Davis                                          | Mehmet Husnu                                        | 9 - 6                                               | 2002/03                                             |
| Masters Qualifying Event (nejakostni)               |                                                     |                                                     |                                                     |                                                     |
| 2003                                                | Neil Robertson                                      | Dominic Dale                                        | 6 - 5                                               | 2003/04                                             |
| 2005                                                | Stuart Bingham                                      | Allister Carter                                     | 6 - 3                                               | 2005/06                                             |
| 2006                                                | Stuart Bingham                                      | Mark Selby                                          | 6 - 2                                               | 2006/07                                             |
| 2007                                                | Barry Hawkins                                       | Kurt Maflin                                         | 6 - 4                                               | 2007/08                                             |
| 2008                                                | Judd Trump                                          | Mark Joyce                                          | 6 - 1                                               | 2008/09                                             |
| 2009                                                | Rory McLeod                                         | Andrew Higginson                                    | 6 - 1                                               | 2009/10                                             |